# Biyabanak
Biyabanak és una zona del desert central de l'Iran (Dasht-i Kawir) amb una dotzena d'oasis. La paraula segurament vol dir "petit desert". Els principals oasis són: Djandak, Farrukhi, Djarmak, Urdib, Iradj, Mihrdjan, Bayazah, Cupanan i Khur (aquesta darrer considerada la capital).
La zona fou dominada i convertida a l'islam al segle ix. La regió estava poblada pels kufs, muntanyesos emparentats amb els balutxis.